# Slovácko

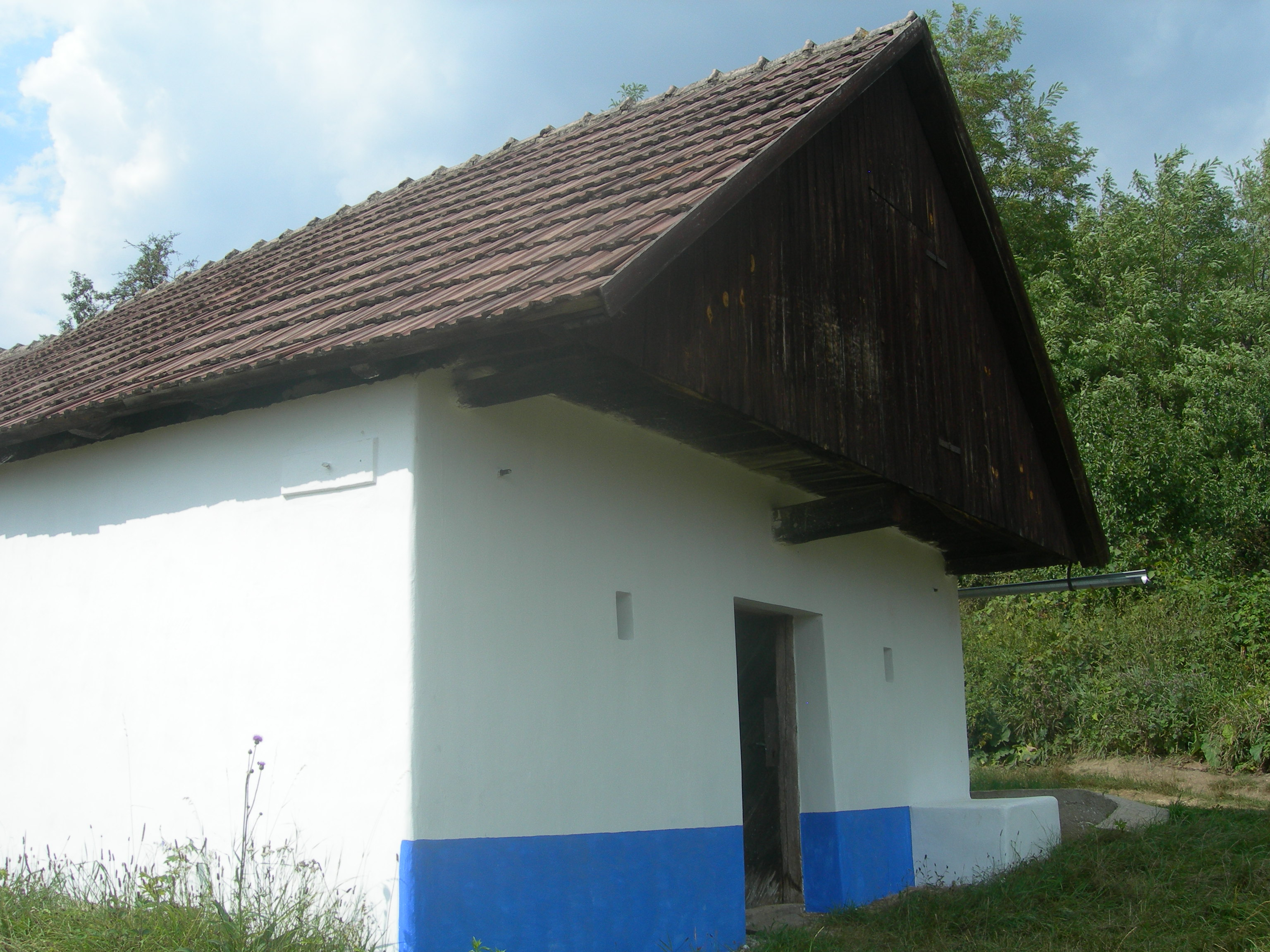
Drobná vinařská stavba „búda“ v Uherském Brodě-Havřicích

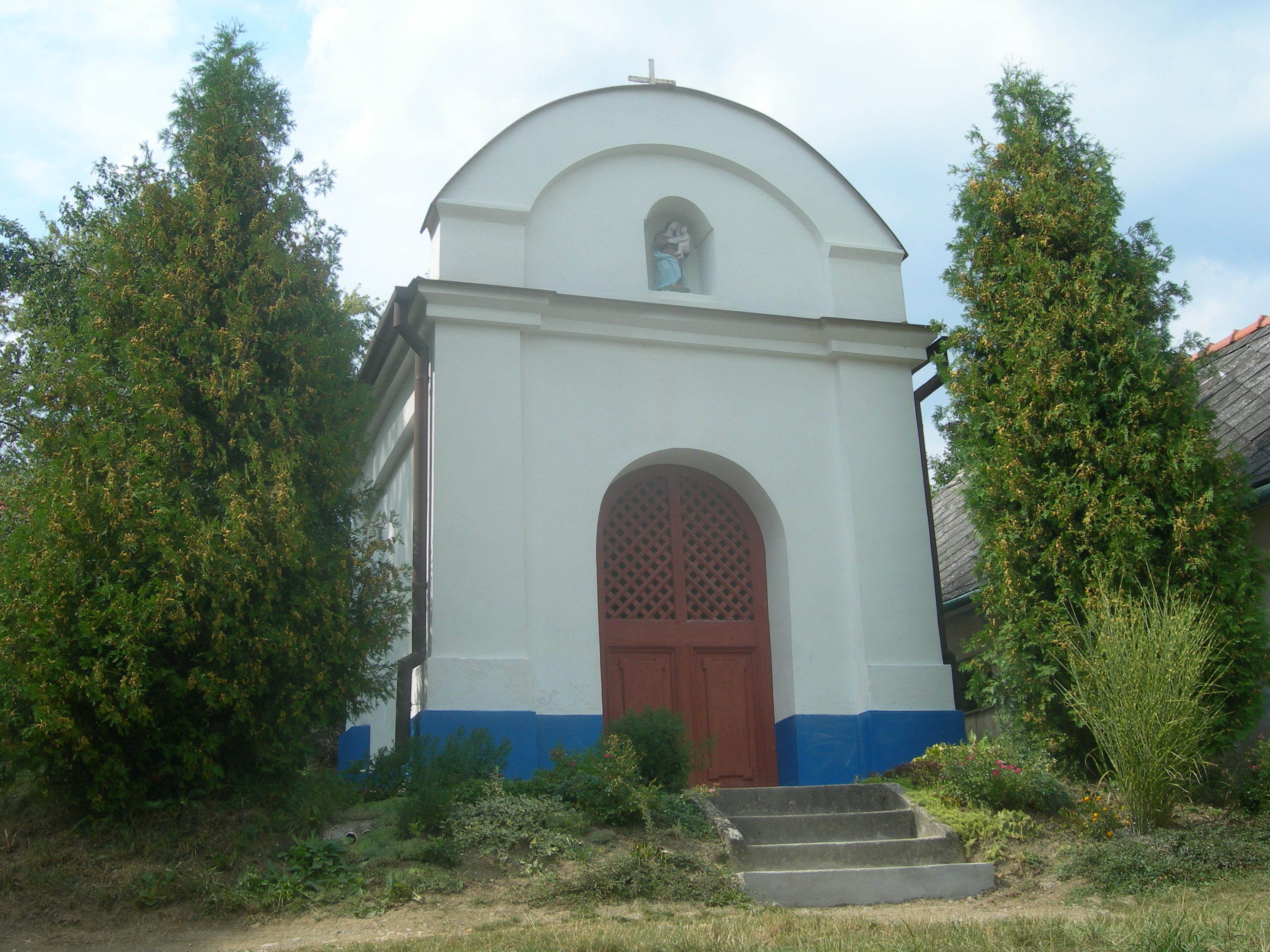
Kaplička v Uherském Brodě-Havřicích, lokalita „Vinohrady“

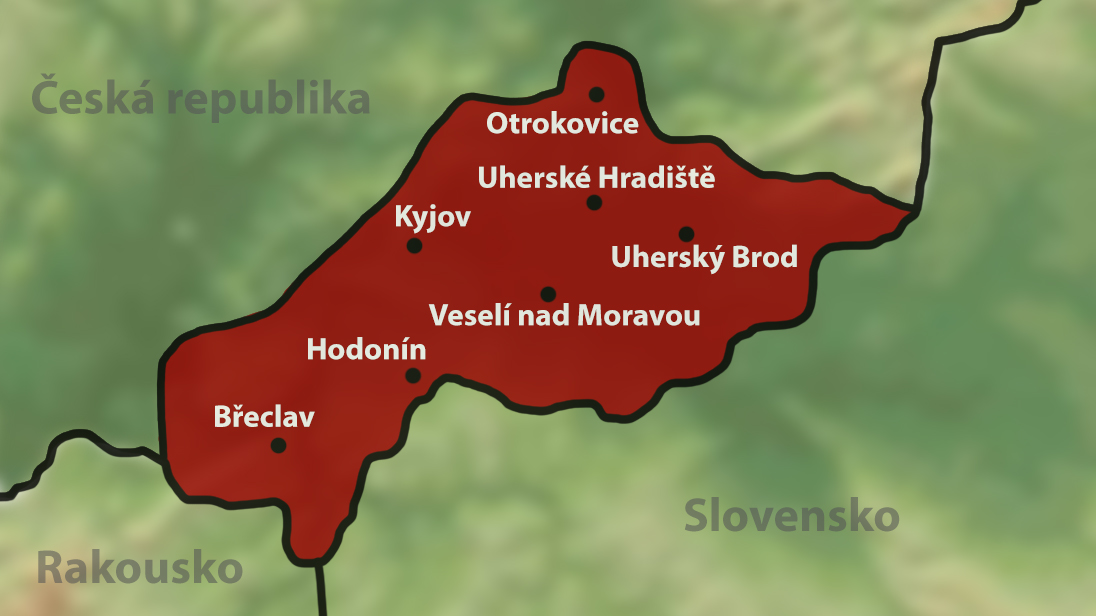
Oblast Slovácko – na základě dialektu (Východomoravská nářeční skupina, Slovácká podskupina)

Slovácko (též zastarale moravské Slovensko či etnograficky nesprávně moravské Slovácko) je národopisná oblast na jihovýchodě Moravy, jejímž jádrem je Dolnomoravský úval. Geograficky území vymezují na severozápadě Středomoravské Karpaty (vůči oblasti hanáckých nářečí), na severovýchodě okraj Vizovické vrchoviny (vůči Valašsku), na jihovýchodě Bílé Karpaty a řeka Morava (státní hranice se Slovenskem) a na jihozápadě řeka Dyje (hranice s Rakouskem). Zaujímá rozlohu 2500–3000 km² a má 400–500 tisíc obyvatel (jen orientační údaje, oblast není přesně definována). V raném středověku se zde nacházelo jádro Velkomoravské říše.
Sídelní struktura Slovácka je polycentrická, bez jednoho dominantního střediska, nicméně tradičním centrem oblasti je Uherské Hradiště. Zhruba stejné velikosti dosahují města Hodonín a Břeclav, a nelze pominout krajské město Zlín, které leží na slovácko-hanácko-valašském trojmezí. Dalšími většími regionálními centry jsou Kyjov, Uherský Brod, Otrokovice nebo Veselí nad Moravou. Významnými středisky slovácké kultury jsou také Strážnice a Bzenec. Podél řeky Moravy, resp. silnice I/55, se táhne téměř souvisle urbanizovaný pás měst a velkých vesnic, od Starého Města po Vnorovy, který má celkem asi 60 tisíc obyvatel.
Slovácko není a prakticky nikdy nebylo administrativně zakotveno. V přemyslovských dobách bylo součástí Lucké provincie, v dobách moravského krajského zřízení bývalo rozděleno mezi Hradišťsko (většina) a Brněnsko (západ), stejným způsobem je dodnes rozděleno mezi arcidiecézi olomouckou a diecézi brněnskou. Návrh správního členění Československa z roku 1920 zaváděl sice uherskohradišťskou župu, která dosti přesně odpovídala Slovácku (zvětšenému o jižní okraj Valašska), nebyl ale nikdy realizován. Reforma z roku 1948 přiřkla většinu území Gottwaldovskému kraji a roku 1960 se celé Slovácko stalo součástí Jihomoravského kraje, rozděleno mezi okresy Hodonín, Uherské Hradiště a části okresů Břeclav a Zlín. Správní reformou z roku 2000 je pak Slovácko zhruba rozpůleno mezi kraje Jihomoravský a Zlínský. Na území Slovácka se rozprostírá Slovácká vinařská podoblast.

## Etnografické vymezení
Podkladem pro etnografické vymezení Slovácka, které bylo dokončeno teprve ve 20. století, byly zejména analýzy místně používaného dialektu, který je spjat zejména se slovenštinou a staročeštinou. Čím blíže k hranicím dnešního Slovenska, tím více převažoval v dialektu vliv uherský. Přirozenou vnitřní dialektickou hranici představovala řeka Morava, která je historickou hranicí nárazníkového pásma oddělujícího v oblasti Bílých Karpat Moravu od Uher (tzv. Lucká provincie či Zámoraví), které mělo v mnoha ohledech odlišný historický vývoj od zbytku Moravy. Obyvatelé Zámoraví byli ještě začátkem 20. století hojně nazýváni jako Zámoravčíci, přičemž jim dialekticky příbuzné lokality se v závislosti zejména na rozložení a přesunem obyvatel panství či na kolonizačním procesu a původu osedlých vyskytovaly i v historicky trvale moravské části Slovácka, tj. na pravém břehu řeky Moravy a dále k vnitrozemí (např. Milotice či Halenkovice).
Za součást Slovácka bývají považovány i oblasti přesahující do příhraniční oblasti dnešního Slovenska (tzv. uherské Slovácko, Záhorie) a historicky k němu patří i některá území nacházející se dnes v Rakousku (germanizované obce jako např. Cáhnov – dnešní Hohenau an der March), patřící do oblasti Podluží. 
Areál slováckého dialektu se po roce 1945 mírně rozšířil západním směrem, od řeky Dyje do Pavlovských vrchů, když toto území po odsunu Němců dosídlili z velké části obyvatelé z blízkého slováckého okolí. 

## Obyvatelé a jazyk

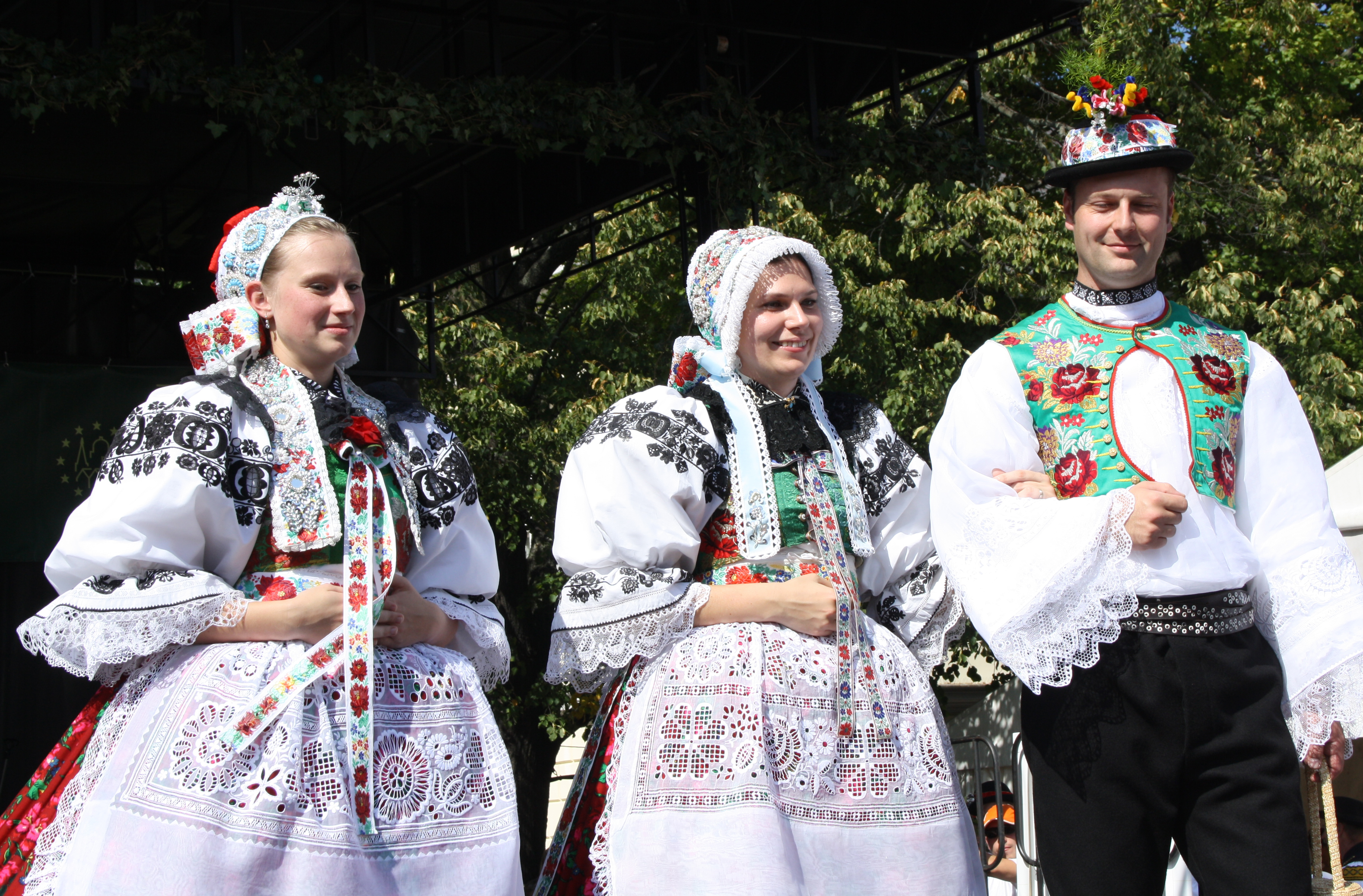
Slavnostní kroj svobodné dívky, vdané ženy a ženatého muže ze Slovácka

Obyvateli Slovácka jsou moravští Slováci, v částech s převažujícím vlivem Hané pak slovenští Hanáci, eventuálně Zálešáci/Zálesáci (oblast se silným valašským vlivem). Jazyková identita obyvatel Slovácka se však postupně vytrácí a od konce 20. století stále více splývá s identitou ostatních Moravanů a Čechů. Jednou z příčin je postupná bohemizace moravských Slováků. Jejich původní řeč i díky vzdělávání ve spisovné češtině a vlivu médií postupně ztrácí původní dialektickou formu a sbližuje se se spisovným jazykem (tak dochází např. k vymizení tzv. obalovaného ł na Ostrožsku). Tento jev je typický zejména pro městské aglomerace Slovácka, které se již jazykově jen málo podobají původnímu slováckému prostředí. Zdejší hovorová mluva patří v Česku mezi nejbližší spisovnému jazyku,[zdroj⁠?!] stále více se však prosazují prvky češtiny obecné.
Systematickému výzkumu vývoje dialektu na Slovácku se věnuje například Filozofická fakulta Masarykovy univerzity v Brně.

### Osobnosti

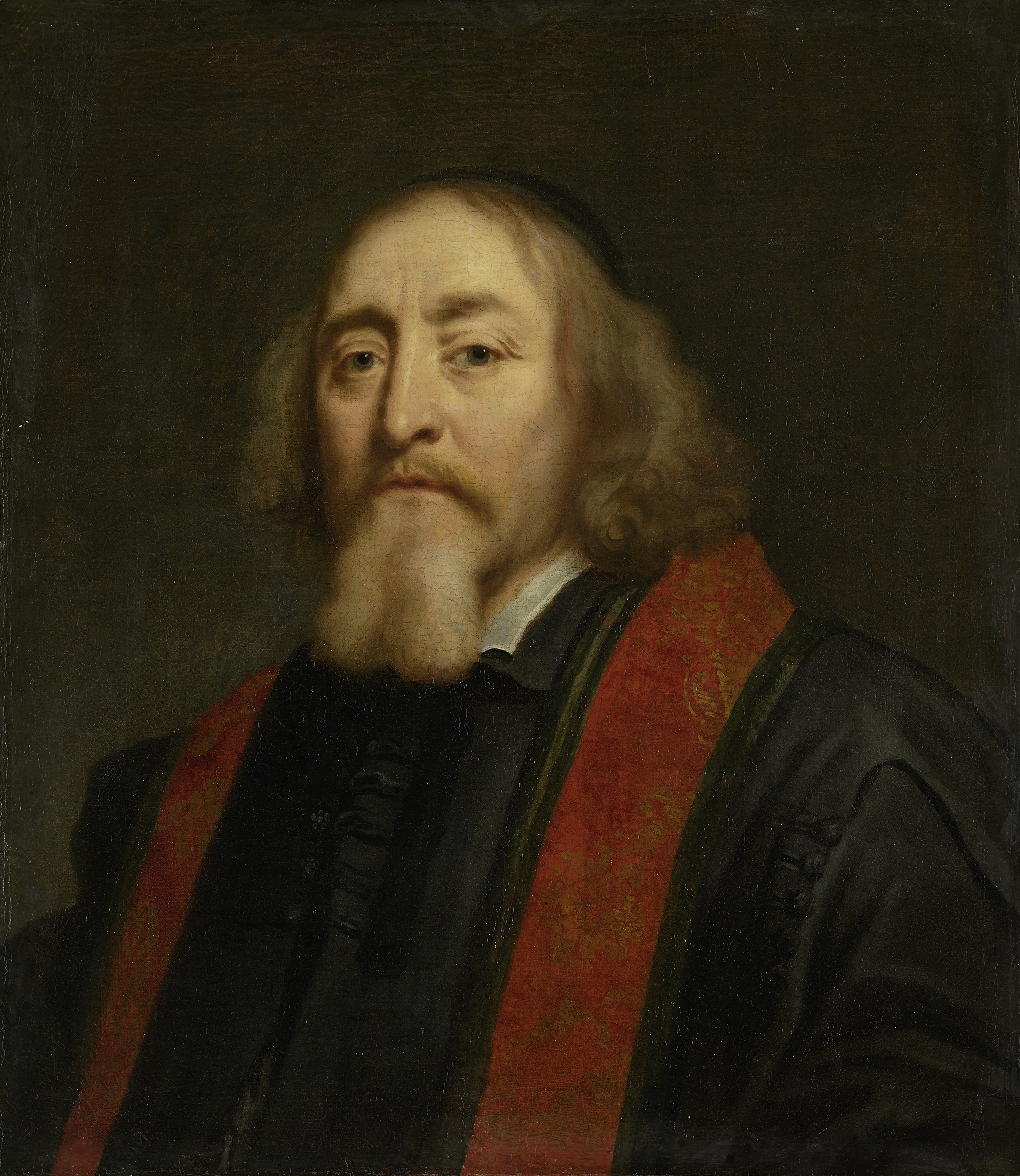
Jan Amos Komenský

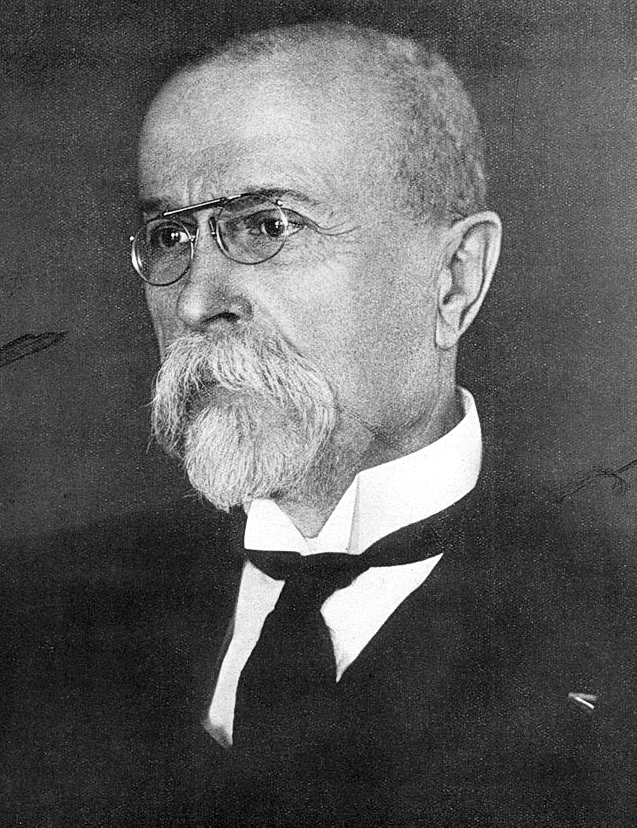
Tomáš Garrigue Masaryk

Ze Slovácka pocházejí dvě z nejvýznamnějších osobností českých dějin:
- Jan Amos Komenský, filozof, literát, kněz a reformátor pedagogiky, narozen na Uherskobrodsku (nejspíše v Nivnici)
- Tomáš Garrigue Masaryk, filozof, politik a státník, první prezident Československa, narozen v Hodoníně

Výběr dalších osobností (v abecedním pořadí):
- Antonín Baťa starší, obuvník a podnikatel, otec Antonína Bati ml, Anny Baťové a Tomáše Bati. V druhém manželství A. Bati st., se narodil Jan Antonín Baťa.
- Jan Antonín Baťa, podnikatel
- Ladislav Boháč, herec
- Otakar Borůvka, matematik
- Bedřich Beneš Buchlovan, spisovatel a knihovník
- Josef Bublík, voják, příslušník protinacistického odboje
- Jožka Černý, lidový zpěvák
- Rudolf Firkušný, klavírista
- Antoš Frolka, malíř
- Radola Gajda, československý legionář a politik
- Zdeněk Galuška, spisovatel a lidový vypravěč
- Jan Hrubý, voják, příslušník protinacistického odboje
- Zdeněk Chalabala, hudebník a dirigent
- Sergěj Ingr, československý generál a exilový politik
- Josef Kolmaš, sinolog a tibetolog
- Valtr Komárek, ekonom a politik
- František Kožík, spisovatel
- Petr Nečas, politik
- Václav Nedomanský, hokejista
- Jiří Pavlica, hudebník
- Josef Polášek, architekt
- Alois Pražák, moravský šlechtic, právník a politik
- Břetislav Rychlík, divadelník a dokumentarista
- Alois Schweiger, podnikatel a filantrop
- Jan Skácel, básník
- Josef Somr, herec
- Svatopluk, velkomoravský kníže
- Franta Úprka, sochař
- Joža Uprka, malíř
- Antonín Zelnitius, učitel a amatérský archeolog
- František Zýbal, kněz, spisovatel a básník

## Kultura a tradice

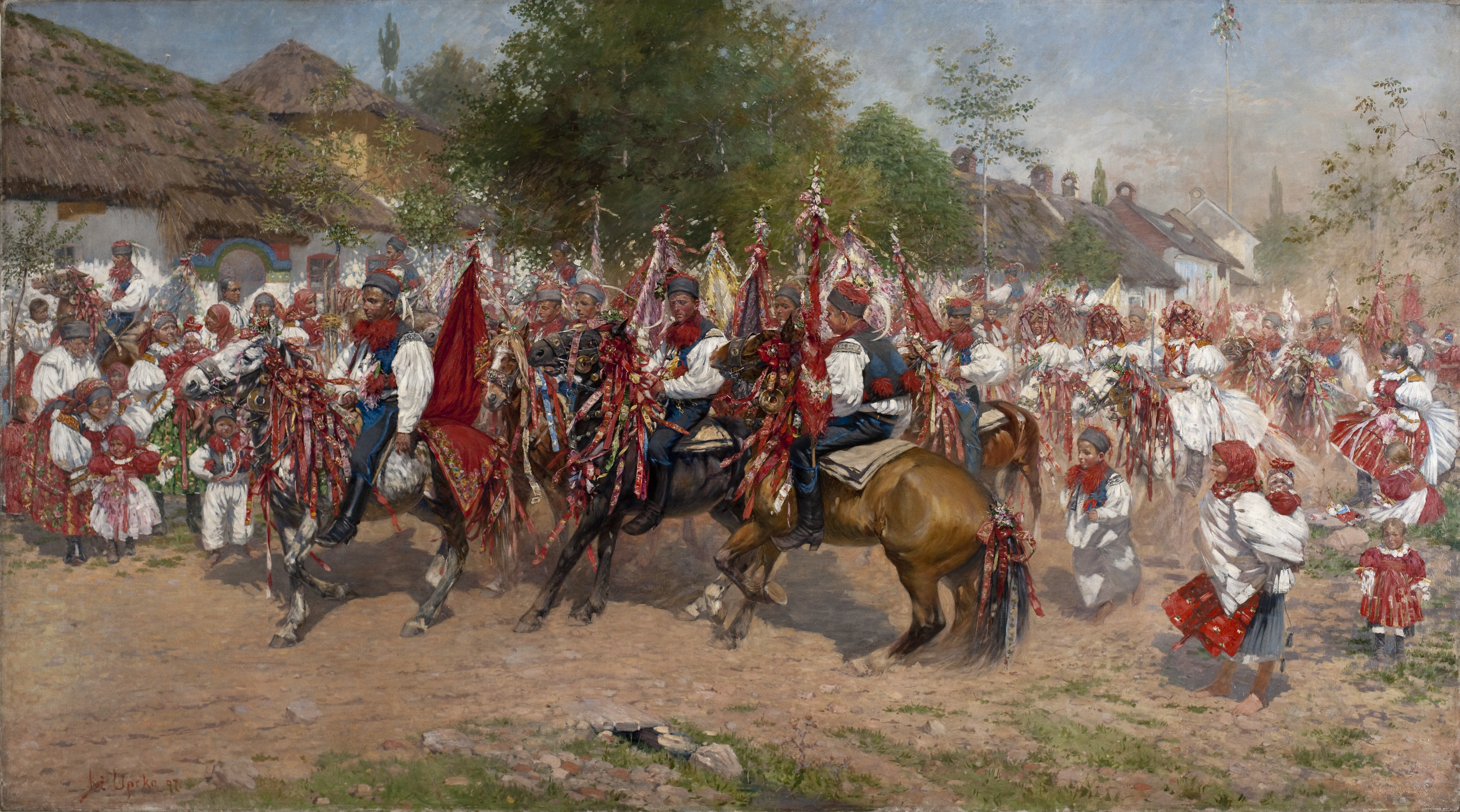
Jízda králů ve Vlčnově na obraze slováckého malíře Joži Uprky

Slovácko je bohaté na řadu lidových zvyků a tradic, které jsou často charakteristické pro jeho etnografické podregiony. Jde jak o řadu mikroregionálně typických písní a tanců (sedlácké na Horňácku, vrťěná či hošije na Podluží, sedlcké na Uherskobrodsku apod.), tak událostí (hody, fašank, jízda králů, svaté poutě ad.), či o lidovou architekturu (viz Skanzen lidové architektury jihovýchodní Moravy ve Strážnici). Studiem tradic, zvyků a architektury Slovácka se zabývá Národní ústav lidové kultury ve Strážnici.
Rovněž hudební projevy vynikají na Slovácku vlastní originalitou a patří k nejtypičtějším formám folklóru na území České republiky. Z hudeckých uskupení či tzv. štrajchů, doložených v řadě obcí Slovácka již v 19. století, se postupně vyvinuly dnešní formy cimbálových muzik či dechovek. Dnes typický cimbál jako hudební nastroj však na Slovácko pronikl až v průběhu 20. století ze sousedního Slovenska a Maďarska.
Dosud nejzachovalejší projevy lidového umění si zachoval mikroregion Horňácka, jehož hudecká tradice prokazatelně sahá do poloviny 19. století a patří i díky jeho zaostalosti a značnému uherskému vlivu mezi nejvýraznější. Teprve v pozdější době byly v městských aglomeracích Slovácka zakládány folklórní uskupení, které čerpaly z hodnot okolních mikroregionů (Hradišťan, Břeclavan a další). Častým pomocníkem se stala rovněž sběratelská činnost v mikroregionech. Mezi přední sběratele lidových písní na Slovácku patřil například Leoš Janáček, František Bartoš, František Sušil a další.
Silná je na většině území Slovácka i vinařská a ovocnářská tradice. Výroba vína a pálenek na Slovácku prokazatelně probíhá po staletí. Příznivé klimatické podmínky jsou této dlouhé tradici nakloněny. Ve výrobě vína je pak region Slovácka nejproduktivnějším v rámci České republiky. I tato tradice se silně prolíná s lidovou architekturu Slovácka. Vinné sklepy, v některých mikroregionech nazývané "búdy", patří k nejčastějším cílům návštěvníků Slovácka.
Slovácko disponuje i částečně specifickou kuchyní, ovlivněnou často kuchyní slovenskou či maďarskou (báleše, pagáče ad.).
Slovácku, jeho obyvatelům a zvykům věnovalo pozornost řada umělců. K nejvýznamnějším a nejstarším patří malíři Joža Úprka či Antoš Frolka či německý fotograf Erwin Raupp. Později život moravských Slováků mediálně proslavilo i humoristické dílo Zdeňka Galušky, které se ještě za jeho života dočkalo filmového zpracování (Slovácko sa nesúdí).

## Podoblasti Slovácka

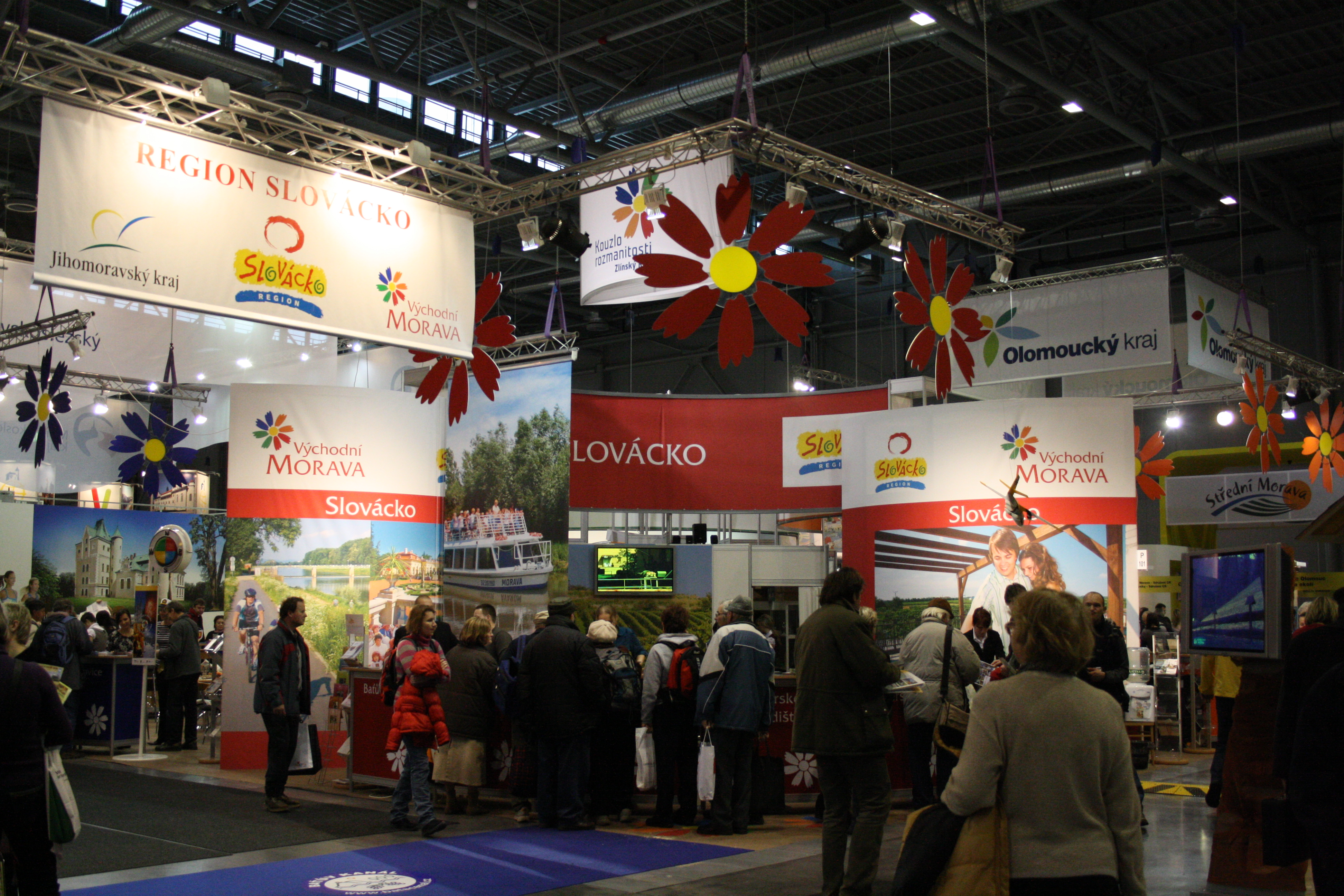
Prezentace Slovácka na Regiontouru 2010

Systematické členění Slovácka do etnografických podregionů sice nemá dlouhé tradice (počátky lze najít v polovině 20. století), sběru národopisných poznatků na Slovácku je však na Slovácku věnována pozornost již od druhé poloviny 19. století (práce Františka Bartoše ad.). Rozdělení Slovácka do podoblasti je založeno na odlišnostech typu krajiny, bývalého způsobu života, zemědělství, původu obyvatel, nářečí, lidové hudby, původní lidové architektury apod. Významným prvkem je i tradiční lidový oděv.
Hlavní slovácké podregiony jsou tyto (řazeno dle rozlohy):
- Dolňácko, jádrová oblast Slovácka, dělené dále na
  - Uherskohradišťsko
  - Strážnicko
  - Kyjovsko
  - Uherskobrodsko, používá se i starší název Záhoří (což se ovšem může mást s jinými oblastmi podobného jména, např. Hostýnské Záhoří nebo slovenské Záhorie). Některé prameny uvádějí Uherskobrodsko jako samostatný region, jiné jako specifickou část Dolňácka.
- Podluží
- Horňácko
- Moravské Kopanice (přechodná oblast moravské a slovenské kultury)
- Hanácké Slovácko (přechodná oblast mezi Brněnskem, Slováckem a Hanou)
- Luhačovské Zálesí (přechodná oblast mezi Slováckem a Valašskem)

V současné době některé komerční zdroje uvádí jako součást Slovácka i oblast kolem Mikulova (Pálava). Nejedná se ovšem o tradiční slováckou oblast, nýbrž o území do konce druhé světové války osídlené německy mluvícím obyvatelstvem a v menší míře moravskými Chorvaty. Folklórní nadšenci z řad dosídleného českého obyvatelstva zde později vytvořili novou lidovou kulturu, přičemž často čerpali z folklorního odkazu moravských Chorvatů, v minulosti žijících v Jevišovce, Novém Přerově a Dobrém Poli. Někdy bývá tato oblast nazývána jako Charvatsko, Podpálaví nebo Mikulovsko.

## Tanec

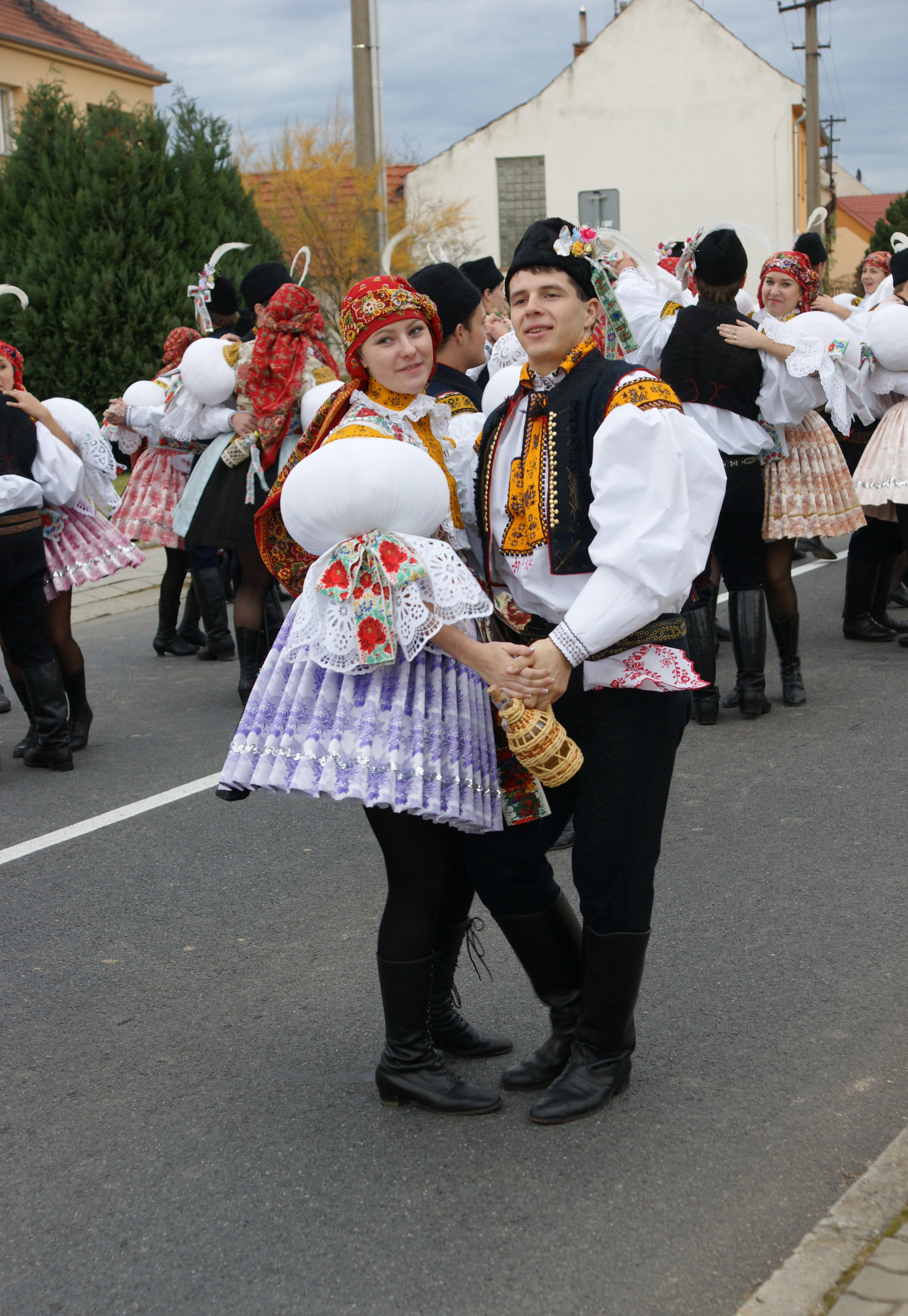
Martinské hody v Nedachlebicích

Lidové tance na Slovácku se liší podle oblasti. Na Podluží je nejznámější párový tanec vrtěná a mužské sólové tance verbuňk a hošije. Na Hanáckém Slovácku se tančí především zavádka. Mezi tance Dolňácka patří skočná, verbuňk, danaj (Strážnicko), sedlcká a mužské tance se šablemi, které se tančí v hornatých krajích. Na Zálesí jsou nejznámější točivé párové tance, např. sedlcká, stejně jako na Horňácku a Moravských Kopanicích, kde se tančí i čardáš.

## Kroj

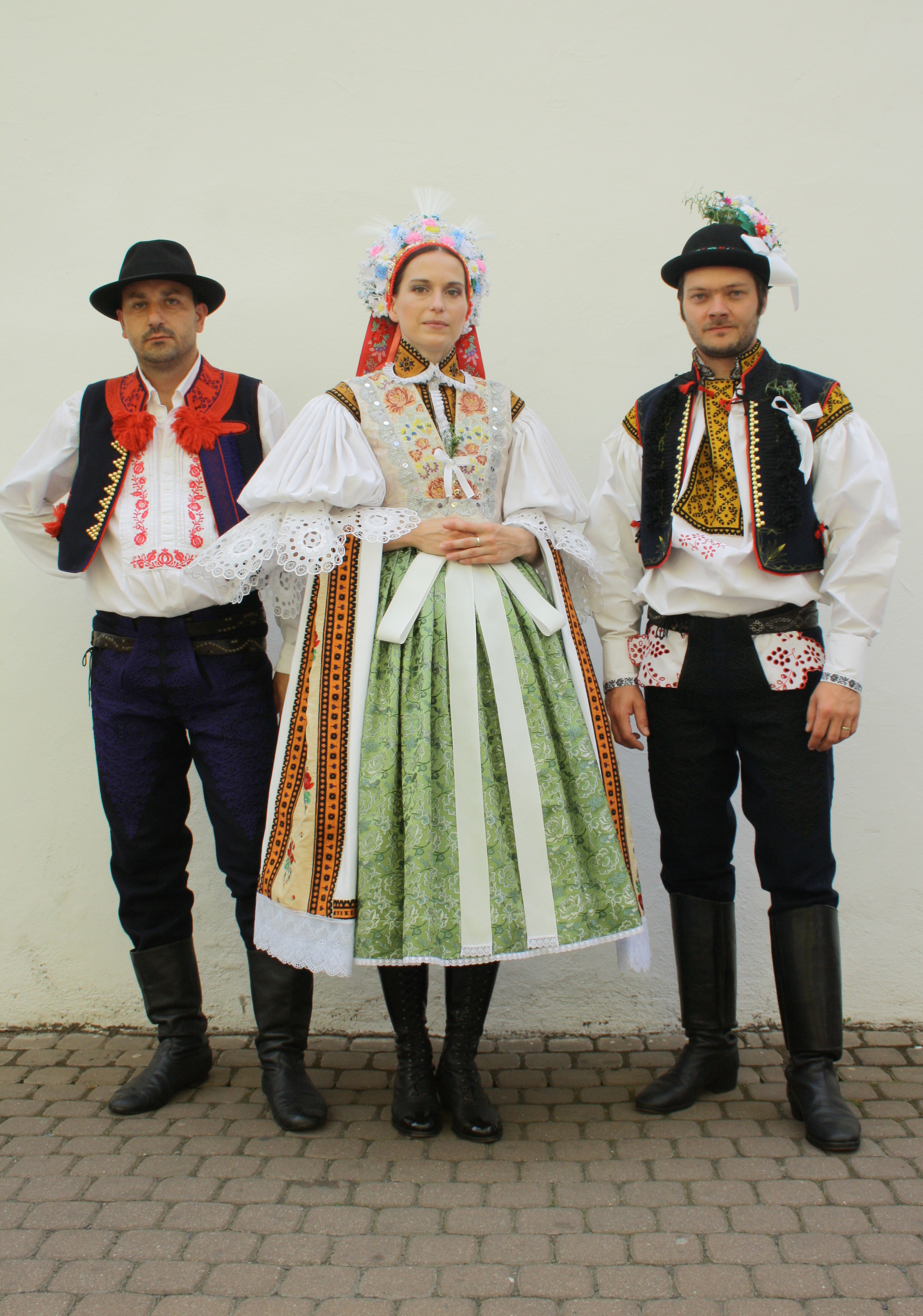
Kroje nevěsty, ženicha a družby ze Starého Města u Uherského Hradiště

### Rozdělení
1. Kroj dolňácký
1. Kroj uherskohradišťský
2. Kroj kunovský
3. Kroj uherskoostrožský
4. Kroj veselský
5. Kroj strážnický
6. Kroj rohatecký

2. Kroj břeclavsko-hodonský
1. Kroj jihokyjovský
2. Kroj mutěnsko-hovoranský
3. Kroj podlužácký

3. Kroj uhersko-brodský
1. Kroj uhersko-brodský
2. Kroj hradčovský
3. Kroj vlčnovský
4. Kroj nivnický
5. Kroj bánovský
6. Kroj stráňanský
7. Kroj březovský

4. Kroj horňácký
1. Kroj horňácký

5. Kroj kopaničářský
1. Kroj kopaničářský

6. Kroj severokyjovský
1. Kroj severokyjovský
2. Kroj vracovský
3. Kroj osvětimansko-domanský
4. Kroj žeravský
5. Kroj buchlovský
6. Kroj bohuslavský

7. Kroj zálesácký
1. Kroj luhačovicko-pozlovský
2. Kroj slavicko-bojkovský

8. Kroj hanácko-slovácký
1. Kroj hanácko-slovácký severní
2. Kroj hanácko-slovácký jižní

## Snahy o připojení Slovácka ke Slovenskému státu
V období počátku okupace Československa nacistickým Německem a vzniku Protektorátu Čechy a Morava vyvíjela skupina aktivistů blízká nacionálně laděnému sdružení Národopisná Morava snahy o připojení Slovácka („Slovenska“) ke Slovenskému státu. „Moravští Slováci z kraje hodonínského, strážnického, kyjovského, hradišťského i uherskobrodského se počítají ke slovenskému národu a vítají vytvoření samostatné suverénní Slovenské republiky, jejíž suverenitu uznávají i nad krajem moravských Slováků,“ znělo v prohlášení Moravsko-slovenské společnosti. Apel byl kladen na údajný dominantní etnický původ obyvatelstva Slovácka.
V roce 1940 napsal premiér Slovenského státu Vojtech Tuka memorandum Adolfu Hitlerovi, že „na hranicích protektorátu žije půl milionu moravských Slováků bez menšinových práv a většina z nich žádá připojení ke Slovensku“. Ke Slovensku se podle memoranda měla připojit oblast s městy Hodonín, Kyjov, Strážnice, Veselí nad Moravou, Uherský Brod, Uherské Hradiště, Otrokovice, Zlín, Hranice, Valašské Meziříčí, Vsetín a Bylnice. Podle druhé mapy připojené k žádosti by hranice vedla po trase Valtice-Poštorná-Chorvatská Nová Ves-Podivín-Šakvice, následně shodně s první mapou až k městu Kroměříž a odtud přes Holešov, Bystřici pod Hostýnem, Teplice nad Bečvou, Spálov, Odry.
Žádný z návrhů se však nedočkal potřebné podpory a oba byly odmítnuty.

## Fotogalerie

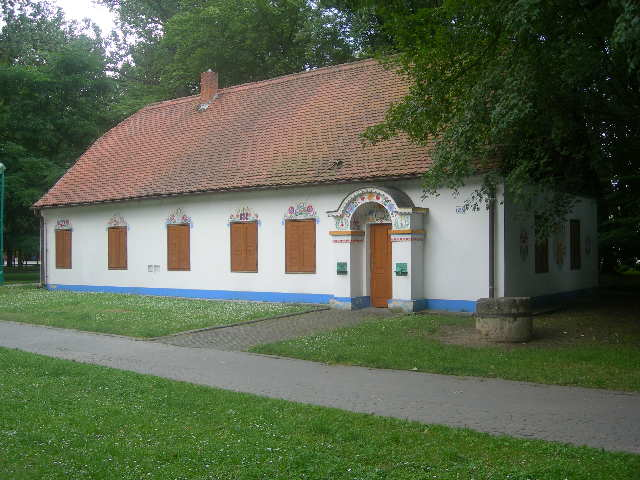
Slovácká búda v Uherském Hradišti – postavena u příležitosti výstavy „Slovácko 1937“
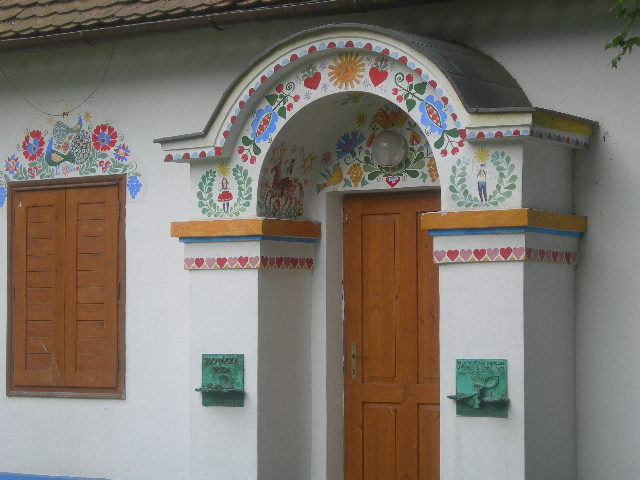
Slovácká búda v Uherském Hradišti – detail žudra zdobeného ornamentem
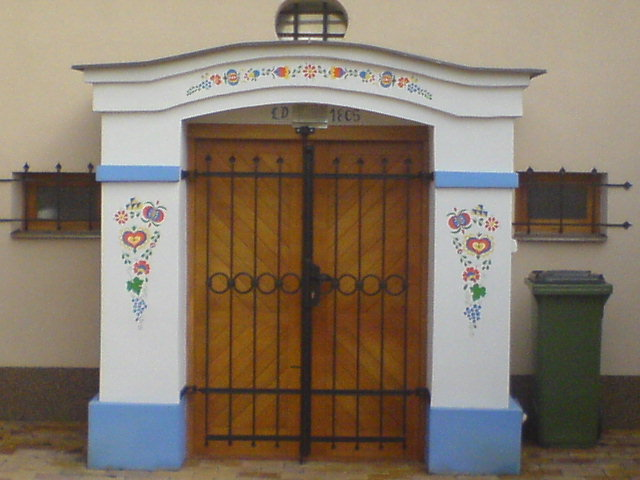
Vstup do sklepa v Kyjově s tradičním slováckým ornamentem